# 芳賀定理
芳賀定理（はがていり）もしくは芳賀の定理（はがのていり）とは、芳賀和夫が発案した、本来正方形のある辺の二等分点に対辺の端点を折り合わせると、その端点も最初の二等分線も含まない辺に三等分点が得られるという定理のことである。
現在、これは芳賀の第1定理と呼ばれ、第3定理まである。
芳賀の第2定理とは、正方形のある二等分点と、対辺の端点を結ぶ直線で正方形を折ると、移動した頂点と、最初の二等分点を結ぶ直線は、最初の二等分点も先の端点も含まない辺上に三等分点を描く、という定理のことである。また、この時の折り目の線分と正方形の対角線分の交点を通る、正方形の各辺に対して垂直な直線は、各辺上に三等分点を描く、ということも内包している。